# Kleiner Arvenborkenkäfer
Der Kleine Arvenborkenkäfer (Pityogenes conjunctus) ist ein Rüsselkäfer aus der Unterfamilie der Borkenkäfer (Scolytinae). Da er seine Brutsysteme in der Rinde der Wirtsbäume anlegt, wird er den Rindenbrütern zugerechnet.

## Merkmale
Die Käfer werden 2,2 bis 2,8 Millimeter lang und haben einen schwarzbraunen zylinderförmigen Körper. Der Halsschild ist vorn mit einem feinen Höckerkranz versehen, gleichmäßig gewölbt, mit punktierter Basis und verdeckt von oben gesehen den Kopf. Die Halsschildbasis ist ungerandet und hat hinten eine glatte, flache Längsschwiele. Der Spitzenrand der Flügeldecken ist von unten gesehen einfach, unmittelbar das Abdomen umfassend. Die Suturalzähnchen sind deutlich sichtbar. Die Flügeldecken sind bis zu den Suturalzähnchen mindestens so lang wie breit. Die Ränder des Absturzes tragen wenige, lange Haare. Das Abdomen bleibt ab dem zweiten Sternit zum Ende hin gerade. Das dritte Tarsenglied ist zylindrisch geformt. Die Fühler und Beine sind gelb.
Männliche und weibliche Tiere unterscheiden sich voneinander (Sexualdimorphismus). Bei den Männchen ist das Suturalzähnchen kräftig, dornenförmig, die Spitze leicht gebogen und weit vom Hakenzahn entfernt. Der zweite Zahn am Absturz ist ein großer Hakenzahn, der am Ende in einer Spitze ausläuft. Zwischen Hakenzahn und unterem Kegelzahn befindet sich ein haartragendes Höckerchen. Die weibliche Stirn ist mit einem Fleck aus gelblichen Haaren bedeckt. Am Absturz sind nur kleine Höckerchen zu finden.

## Vorkommen
Die Art ist in Mitteleuropa verbreitet.

## Lebensweise
Pityogenes conjunctus kommt an Berg-Kiefer (Pinus mugo) und an Zirbelkiefer (Pinus cembra, lokal auch Arve genannt) vor. Er besiedelt die Rinde der Bäume. Das Fraßbild weist eine Rammelkammer auf, von der sternförmig drei bis fünf unregelmäßige Muttergänge abgehen. Die Tiere sind polygam. Es gibt nur eine Generation im Jahr.

## Systematik

### Synonyme
Aus der Literatur sind für Pityogenes conjunctus folgende Synonyme bekannt:
- Pityogenes bistridentatus Reitter, 1894
- Pityogenes alpinus Eggers, 1922
- Pityogenes baicalicus Eggers, 1933
- Pityogenes montanus Balachowsky, 1949